# Gastronomia a Al-Àndalus

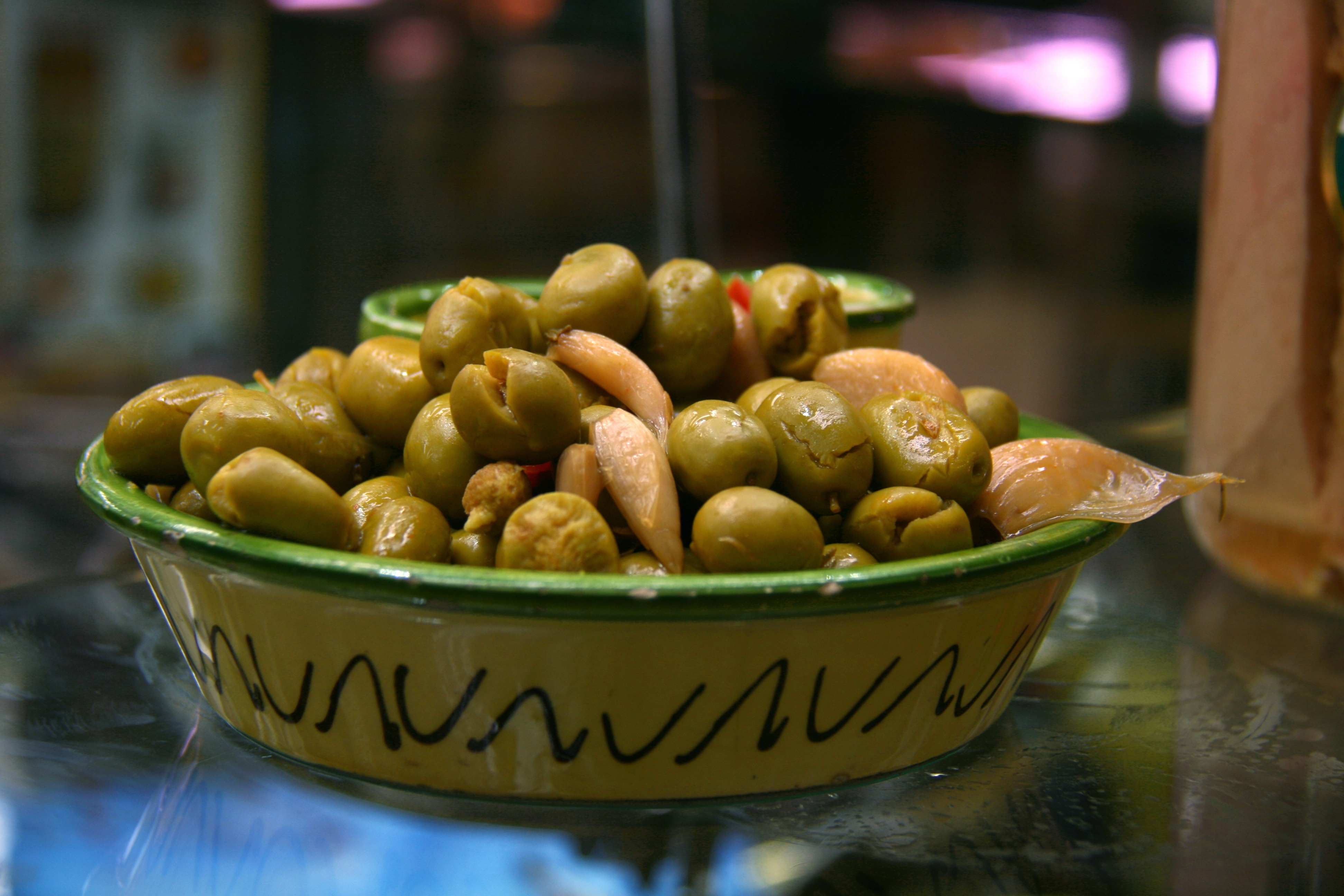
El consum d'olives en la cuina espanyola, típica de l'Àndalus.

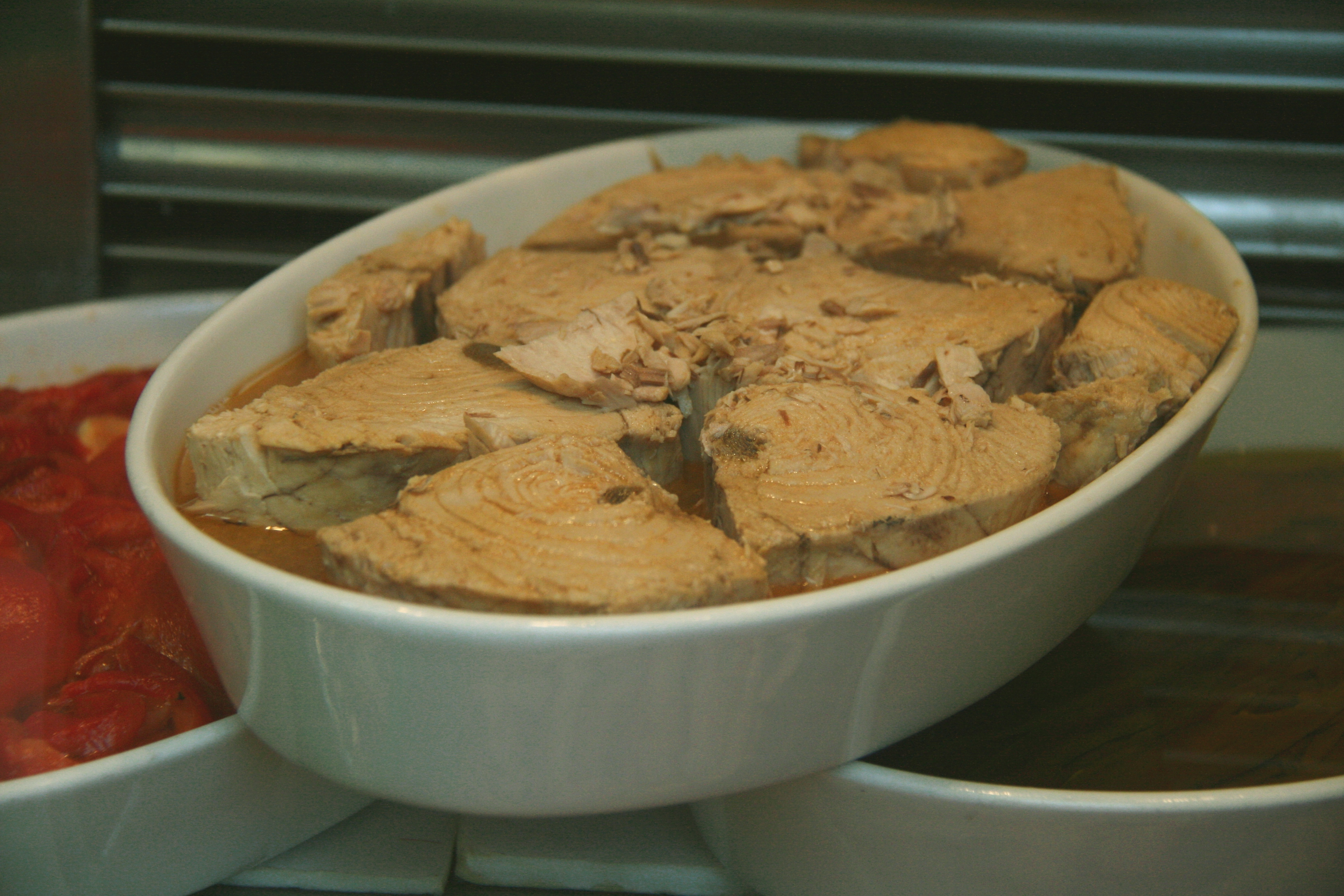
El gust pels escabetxos en la cuina espanyola, procedeix de la seva època andalusina.

Es coneixen com a gastronomia de l'Àndalus els costums gastronòmics practicats a l'Àndalus durant l'edat mitjana (711 - 1492). Aquesta gastronomia és coneguda per les referències literàries de certs escriptors com Ibn Razín at-Tujibí, metges de l'època com al-Ghafiqí que descriu la forma de cuinar els aliments en un tractat d'oftalmologia, les referències realitzades en les obres del lingüista az-Zubaydí i del botànic Abu-l-Hajj, així com els estudis glossats en volums de geografia d'Ibn az-Ziyyat i ar-Razí. No obstat existeix una àmplia documentació en tractats monogràfics on es detallen els processos de cocció, guisat, etc. dels aliments i els costums associats al seu consum.
Avui dia algunes de les receptes de la gastronomia d'Espanya i de Portugal tenen aromes i records d'aquesta gastronomia que va exercir la seva influència sobre el territori durant gairebé 800 anys.

## Ingredients
Els peixos i mariscs formaven part habitual de la gastronomia de les zones costaneres tal com s'esmenta en els textos de Ibn Zuhr. Es menjava tonyina pescada a les platges situades entre Cadis i Algesires. Els peixos es menjaven frescs o tractats per a la seva conservació, tals com salazones assecats al sol, barrejats amb vinagre, uns altres eren consumits com a condiment alimentós (murri al-hut) tal com ho descriu l'escriptor granadí at-Tignarí.
Els aliments més elaborats eren els cereals, els llegums, les hortalisses i les verdures en general. S'elaboraven plats molt diversos amb ordi, blat i farines vàries. Algunes de les més famoses són el: al-atriya, an-nasa, as-sawiq i al-kusk.
La carn era molt habitual cuinar-la acompanyada de blat, existien altres formes també populars en les quals com l'as-skibay es cuinava la carn amb vinagre, amb condiments al-mutàbbajar que podrien anar des de carn guisada amb most i diverses herbes aromàtiques. Els acompanyaments de les carns eren les verdures, tals com la coliflor, cols o naps. S'elaboraven embotits (al-marqas) amb carn picada i embolicada en el seu propi greix i espècies, ficada en budells de be.

## Plats
- xarab (en àrab: شراب) és l'origen etimològic de la paraula xarop. El xarab era una mescla de diferents fruites, flors, espècies i herbes.
- sorbet prové de l'àrab xerbet.